# Robert Moreno
Robert Moreno González (Hospitalet de Llobregat, Barcelona, 19 de septiembre de 1977) es un entrenador español de fútbol que actualmente entrena al PFC Sochi de la Liga Premier de Rusia.

## Trayectoria profesional
Robert Moreno es catalán de ascendencia sevillana. Es licenciado en Comercio Internacional por la Universidad de Barcelona, además de publicar un libro titulado Mi receta del 4-4-2 (publicado en mayo de 2013), en el que hace una reflexión, desarrollo y aplicación práctica de una visión de este sistema.
Robert ejerce como entrenador desde 1991, desde los 14 años, aunque a nivel nacional lo es desde 2003. Se inició en conjuntos modestos del fútbol catalán, concretamente en 2003 cuando tomó los mandos de la Penya Blaugrana Collblanc y Marianao Poblet. De ahí pasó a L'Hospitalet, la Unió Esportiva Castelldefels y la Damm.
Realizó labores de segundo entrenador acompañando a Luis Enrique Martínez en el AS Roma (2011-2012), el Celta de Vigo (2013-2014) y el FC Barcelona (2014-2017). En las filas del club azulgrana conseguiría una Champions League, dos Ligas, tres Copas del Rey, una Supercopa de España y un Mundial de Clubes.
En la temporada que Luis Enrique Martínez no entrenó, fue segundo entrenador de Juan Carlos Unzué en el Celta de Vigo la temporada 2017-2018.
En 2018, firmó como segundo entrenador de la selección de fútbol de España acompañando a Luis Enrique Martínez. Tras los problemas personales del seleccionador, Moreno tuvo que dirigir a la selección en la victoria frente a Malta por cero goles a dos, el 26 de marzo de 2019. El 19 de junio de 2019 fue nombrado seleccionador español, tras la decisión de Luis Enrique de no continuar en el cargo por problemas personales.
El 18 de noviembre de 2019, tras dirigir al combinado nacional español por última vez frente a la selección de Rumanía y tras ganar por un marcador de cinco goles a cero, se dio a conocer la noticia de que Moreno no seguiría al frente de la selección española. Los rumores apuntaban a que su anterior "jefe", Luis Enrique, sería su sustituto y que Moreno podría volver a su cargo de ayudante. Al día siguiente se hizo oficial que Luis Enrique volvía a la selección española, pero Robert Moreno se desvinculaba de la misma.
El 28 de diciembre de 2019, se convirtió en el nuevo entrenador del AS Mónaco. Se hizo cargo del equipo del Principado cuando era 7.º tras la primera vuelta de la Ligue 1 y lo dejó en 9.ª posición cuando se dio por terminado el campeonato en la jornada 28. El 19 de julio de 2020, se anunció su destitución.
El 18 de junio de 2021, se hizo oficial su fichaje por el Granada CF, para las dos próximas temporadas. El 6 de marzo de 2022, fue destituido por los malos resultados (el equipo andaluz era el 17.º clasificado de la Liga, un punto por delante del 18.º). El Granada CF acabaría descendiendo a la segunda categoría del fútbol español al no poder remontar la negativa dinámica deportiva y social, dados los múltiples enfrentamientos entre afición y entrenador.
El 15 de diciembre de 2023, regresó a los banquillos de la mano del PFC Sochi de la Liga Premier de Rusia.

## Estadísticas como entrenador
| Club             | País    | Año       | PJ  | PG | PE | PP | Efectividad |
| ---------------- | ------- | --------- | --- | -- | -- | -- | ----------- |
| Selección Adulta | España  | 2019      | 9   | 7  | 2  | 0  | 85.19%      |
| AS Monaco        | Francia | 2019-2020 | 13  | 5  | 3  | 5  | 46.15%      |
| Granada          | España  | 2021-2022 | 29  | 6  | 10 | 13 | 32.18%      |
| PFC Sochi        | Rusia   | 2023-Act. | 58  | 21 | 21 | 16 | 48.28%      |
| Total            | Total   | Total     | 109 | 39 | 36 | 34 | 46.79%      |